# Aquila Polonica
Aquila Polonica (łac. „Orzeł Polski”) – amerykańskie wydawnictwo z Los Angeles ufundowane w 2005 roku, które specjalizuje się w publikacji książek dotyczących drugowojennych doświadczeń Polaków, a w szczególności pamiętników oraz relacji naocznych świadków tej wojny.

## Cel
Wydawnictwo zostało założone w 2005 roku w Los Angeles w Kalifornii przez Terry Tegnazian oraz Stefana Muchę, którzy postawili sobie za cel uzupełnienie luki dotyczącej polskiego wkładu w II wojnę światową na anglojęzycznym rynku wydawniczym. W sumie wydali ok. 30 książek o tej tematyce w języku angielskim.

## Publikacje
- The Mermaid and the Messerschmitt: War Through a Woman’s Eyes, 1939–1940 – wspomnienia z czasów okupacji warszawianki Rulki Langer opublikowana w 2009 roku[3]. Książka otrzymała w 2010 roku Benjamin Franklin Silver Award w kategorii The Bill Fisher Award za najlepszą publikację[4].
- 303 Squadron: The Legendary Battle of Britain Fighter Squadron – anglojęzyczna reedycja bestsellerowej w Polsce powieści Arkadego Fiedlera o słynnym dywizjonie myśliwskim 303 w nowym tłumaczeniu Jarka Garlinskiego[5][6]. Została nagrodzona w 2011 złotym medalem w kategorii historia oraz srebrnym w kategorii Interior Design przez Benjamin Franklin Awards[7].
- The Auschwitz Volunteer: Beyond Bravery – książka opublikowana w roku 2012 o Witoldzie Pileckim wraz z napisanymi przez niego raportami z obozu koncentracyjnego Auschwitz przetłumaczona przez Jarka Garlinskiego[8].